# Józef Sarna
Józef Sarna (ur. 21 września 1910 w Pilchowie, zm. 13 września 1939 w Tarnobrzegu) – podporucznik rezerwy piechoty Wojska Polskiego, dowódca obrony przeprawy przez Wisłę w pobliżu Tarnobrzega, w czasie kampanii wrześniowej 1939.

## Życiorys
Ukończył Państwowe Gimnazjum w Nisku oraz Szkołę Podchorążych Rezerwy Piechoty w Zambrowie. Pracował potem jako sekretarz Gminy Zbiorowej w Charzewicach.
W 1935 roku został mianowany podporucznikiem ze starszeństwem z 1 stycznia 1934 i 1859. lokatą w korpusie oficerów rezerwy piechoty. Posiadał przydział w rezerwie do 2 Pułku Piechoty Legionów i rozpoczął pracę jako instruktor Przysposobienia Wojskowego i Wychowania Fizycznego w Tarnobrzegu, "Strzelcu" i PW Hufcu Szkolnym przy Państwowym Gimnazjum w Tarnobrzegu.
W kampanii wrześniowej 1939, w walkach pod Tarnobrzegiem, dowodził Hufcem Przysposobienia Wojskowego i tarnobrzeskimi harcerzami. Bronił skarpy wiślanej zwanej Skalną Górą. Grupa podjęła walkę z niemieckimi siłami 10 września. Pierwsza próba przeprawy, mimo przewagi liczebnej, została udaremniona przez drużynę Sarny. Kolejnego dnia porucznik nakazał wycofać się swoim oddziałom oraz ukryć posiadaną broń. Sam został razem z pięcioma żołnierzami oraz dwoma cekaemami, broniąc się przed nacierającym wrogiem jeszcze przez dwa dni. Zginął 13 września około godziny 9:00, jego śmierć zakończyła obronę miasta. Ciało porucznika zostało pochowane na skarpie wiślanej. Później zwłoki przeniesione zostały na cmentarz wojenny 1939 roku w Tarnobrzegu.

## Upamiętnienie
Jego imię nosi Gimnazjum nr 3 w Tarnobrzegu (wcześniej Szkoła Podstawowa nr 5 w Tarnobrzegu), jedna z tarnobrzeskich ulic oraz Zespół Szkół i jedna z ulic w Gorzycach.
1 maja 2008 Józef Sarna został pośmiertnie odznaczony tarnobrzeskim odznaczeniem Sigillum Civis Virtuti.
W dniu 13 września 2014 został pośmiertnie awansowany na stopień kapitana.